# Endocardite
 Mise en garde médicale
Une endocardite est une inflammation de l'endocarde (structures et enveloppe interne du cœur, incluant les valves cardiaques). C'est une maladie assez rare mais souvent grave.
Les endocardites peuvent être d'origine infectieuse, ou plus rarement d'origine non infectieuse comme dans le cas de l'endocardite lupique.

## Endocardites infectieuses
William Osler en a fait la description au cours de conférences qu'il donne en 1885.
On en distingue deux formes : l'endocardite lente ou subaiguë (dite d'Osler) d'installation sur plusieurs semaines voire mois, dont l'incidence reste stable en France depuis 1991 (environ 31 cas par million d'habitants) et l'endocardite infectieuse (EI) aiguë d'installation rapide en quelques jours.
Elle peut survenir sur une valve dite « native » ou après une chirurgie de remplacement valvulaire. 
Elle survient classiquement sur une valve déjà malade mais ce tableau est de moins en moins fréquent : près de la moitié des cas surviennent en l'absence de maladie cardiaque connue. 
L'incidence de l'endocardite est plus importante lorsqu'il existe certaines maladies cardiaques (cardiopathies) préexistantes. Les cardiopathies à fort risque d'endocardite sont cardiopathies congénitales cyanogènes non opérées, prothèses valvulaires, antécédents personnels d'endocardite infectieuse.
Un souffle cardiaque à l'auscultation, non connu auparavant ou s'aggravant, associé à une fièvre prolongée doit faire suspecter une endocardite infectieuse (EI). La preuve de l'endocardite est établie, d'une part, par la présence d'un germe dans le sang (hémoculture) et d'autre part, par la visualisation de l'atteinte d'une ou plusieurs valves.
L'endocardite peut également se manifester par des complications : embolie septique, pouvant causer une gangrène éventuelle des doigts ou un abcès profond, une insuffisance rénale, une insuffisance cardiaque, un accident vasculaire cérébral.
L'échocardiographie, parfois complétée par une échographie transœsophagienne, permet de visualiser des atteintes caractéristiques sur une valve cardiaque : ulcérations ou petites masses appendues et mobiles sur un feuillet valvulaire (appelés « végétations »).
La « porte d'entrée » est le lieu où le germe pénètre dans l'organisme. Elle doit être recherchée de manière systématique en cas d'endocardite. 
La mortalité hospitalière est d'un peu plus de 15 %. Elle atteint près de 30 % à un an et est très sensiblement plus élevée si le germe responsable est un staphylocoque.
Le traitement préventif, dit prophylactique, consiste à donner chez des patients à risque de développer une endocardite un traitement par antibiotiques dans certaines situations, jugées elles-mêmes, à risque de transmission.

## Endocardites non infectieuses
Elles sont rares :
- endocardite de Loeffler induite par la maladie de Kimura[4] ;
- endocardite lupique ou endocardite de Libman-Sacks ;
- endocardite marastique associée à un cancer.